# Réséda
Reseda
Pour les articles homonymes, voir Reseda (homonymie).
Genre
Classification phylogénétique
Les résédas sont des plantes herbacées à fleurs généralement odorantes, appartenant au genre Reseda de la famille des Résédacées.
Ce genre comprend une cinquantaine d'espèces annuelles, bisannuelles ou vivaces, originaires d'Afrique du Nord, d'Europe et d'Asie occidentale.
Étymologiquement, « réséda » vient du latin « resedare », signifiant « calmer », en référence aux propriétés médicinales attribuées à certaines espèces.

## Description
Plantes herbacées, annuelles, bisannuelles ou vivaces, de 40 cm à 1,30 m environ de haut. Les feuilles alternées, de 1 à 15 cm de long, entières, dentées ou pennées, forment une rosette basale et s'étagent le long de la tige.
Les fleurs sont peu spectaculaires, petites (4 à 6 mm de diamètre), blanches, jaunes, orange ou vertes. Elles comptent de 4 à 6 pétales et sont groupées en longues inflorescences (grappes ou épis). Les fruits sont des capsules contenant plusieurs graines noires.

## Principales espèces
- Reseda alba L., le réséda blanc

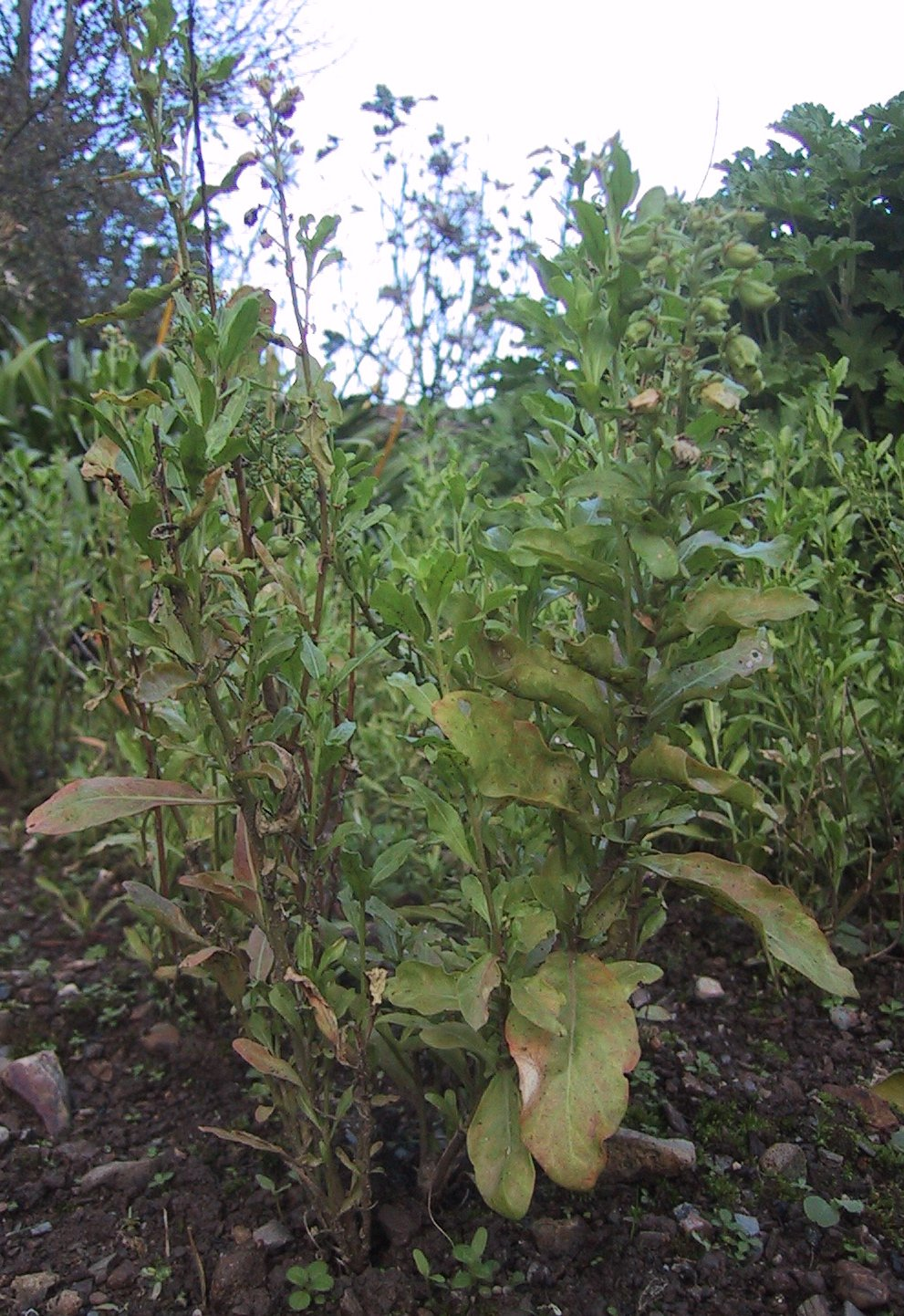
' ou réséda odorant

- Reseda crystallina Webb & Berthel.
- Reseda glauca L., le réséda glauque,
- Reseda lancerotae Delile, réséda de Lanzarote
- Reseda lutea L., le réséda jaune,
- Reseda luteola L., la gaude,
- Reseda minoica
- Reseda odorata (en) L., le réséda odorant,
- Reseda phyteuma L., le réséda raiponce,
- Reseda scoparia Brouss. ex Willd.
- Reseda undulata L.

## Utilisation

### En botanique
- Plantes ornementales
- Plantes médicinales : vulnéraire, diurétique, sudorifique
- Plantes tinctoriales

### En biologie
Charles Darwin utilisa Reseda odorata pour ses études sur les plantes autofertiles, qu'il publia dans son ouvrage The Effects of Cross and Self-Fertilisation in the Vegetable Kingdom (Les effets de la reproduction croisée ou autogame dans le royaume végétal).

### Dans d'autres domaines
- Le réséda et la rose est un poème de Marina Tsvetaïeva (Extrait de deux recueils, 1913)
- La Rose et le Réséda est un poème de Louis Aragon (1943).
- « On s'organise en musc en réséda »,  « Où tout s'atomise en musc en réséda »; paroles de Les jours de Jaguars de Jean-Louis MURAT.
- Verlaine dans son 3e poème de la section « Mélancholia » (Après trois ans, poème saturnien), Théophile Gautier dans La Mansarde, Apollinaire dans Guirlande de Lou ou Robert Desnos dans Le Réséda : plusieurs poètes modernes évoquent la mélancolie à travers le réséda.
- Barbey d'Aurevilly évoque ces fleurs dans sa nouvelle Le dessous de cartes d'une partie de Whist.
- La tenue réséda est un uniforme militaire de campagne de l'Armée de terre française, essayé en 1911 et non adopté.
- Le  vert réséda est la nuance de peinture du dôme du Grand Palais de Paris.
- « La rose et le réséda » est un mouvement socialiste lancé par Arnaud Montebourg le 4 février 2012.
- « Et que l'horizon sent le réséda mouillé », vers d'un poème de Boris Pasternak, La vie est ma sœur, 1917
- L'odeur du gaz asphyxiant utilisé dans L'Œuvre de la Mort Volontaire dans le récit L'Endormeuse de Maupassant : « je m'allongeais et presque aussitôt je fus enveloppé par une odeur délicieuse de réséda. »

## Symbolique

### Langage des fleurs
Dans le langage des fleurs, le réséda symbolise la modestie.

### Calendrier républicain
- Réséda est un prénom révolutionnaire présent dans le calendrier républicain français mais très rarement attribué. Après la Révolution, il n’est plus utilisé tout au long du XIXe siècle. En France, il est à nouveau attribué en 1903, 1910 et 1922 (entre trois et cinq fois), et une fois en 1993 .
- Il se fête le 5 octobre du calendrier grégorien qui correspond généralement au 14 vendémiaire dudit calendrier révolutionnaire[2] ou jour du réséda.